# Muzeum Narodowe w Nawakszucie
Muzeum Narodowe w Nawakszucie – muzeum narodowe Mauretanii w Nawakszucie.

## Historia
Muzeum Narodowe powstało w 1972 roku i podlegało ministerstwu kultury. Do 2004 roku było zarządzane przez Dyrekcję Muzeów i Biblioteki Narodowej, a potem Mauretański Instytut Badań Naukowych (IMRS). W 2004 roku wróciło pod zarząd Biblioteki Narodowej. 28 lutego 2008 roku powstało National Bureau de Musée. Jego celem było promowanie ochrony i wzbogacania dziedzictwa kulturowego i naturalnego Mauretanii. Obecnie (2020) zarządza ono muzeum. 

## Biuro Muzeów Narodowych
Zadaniem Biura Muzeów Narodowych (National Bureau de Musée) jest nie tylko zarządzanie istniejącymi już muzeami, ale również tworzenie nowych. Ma zajmować się gromadzeniem zbiorów i ich udostępnianiem na wystawach stałych i czasowych. Ważną częścią działalności ma być promocja, edukacja szczególnie młodych ludzi poprzez zachęcanie do wizyt w muzeach oraz pokazywanie znaczenia dziedzictwa narodowego. 

## Zbiory
Muzeum prezentuje swoje zbiory w trzech salach: dwie z wystawami stałymi i w jedna z czasowymi. Sala ze zbiorami archeologicznymi ma 200 m² i są tu prezentowane zbiory pochodzące z wykopalisk w historycznych miastach mauretańskich: Kumbi Salih, Audaghust, Tiszit, Wadan, Azuki itp. W drugiej większej sali (400 m²) są prezentowane zbiory etnograficzne.
Muzeum posiada dużą kolekcję zdjęć (ok. 3000) i znaczków. 